# Marianne Hendriksen-Ansing
Marianne Hendriksen-Ansing (Amsterdam, 9 juli 1944) is een Nederlands politicus van de PvdA.
Ze was PvdA-fractievoorzitter in de Provinciale Staten van Gelderland voor ze in november 1987 burgemeester van Hoevelaken werd. Op 1 januari 2000 fuseerde die gemeente met Nijkerk tot de nieuwe gemeente Nijkerk om samen sterker te staan tegenover de oprukkende gemeente Amersfoort. Daarmee kwam een einde aan haar burgemeesterschap waarna ze zich toelegde op tekenen, schilderen en boetseren.